# Montanoa

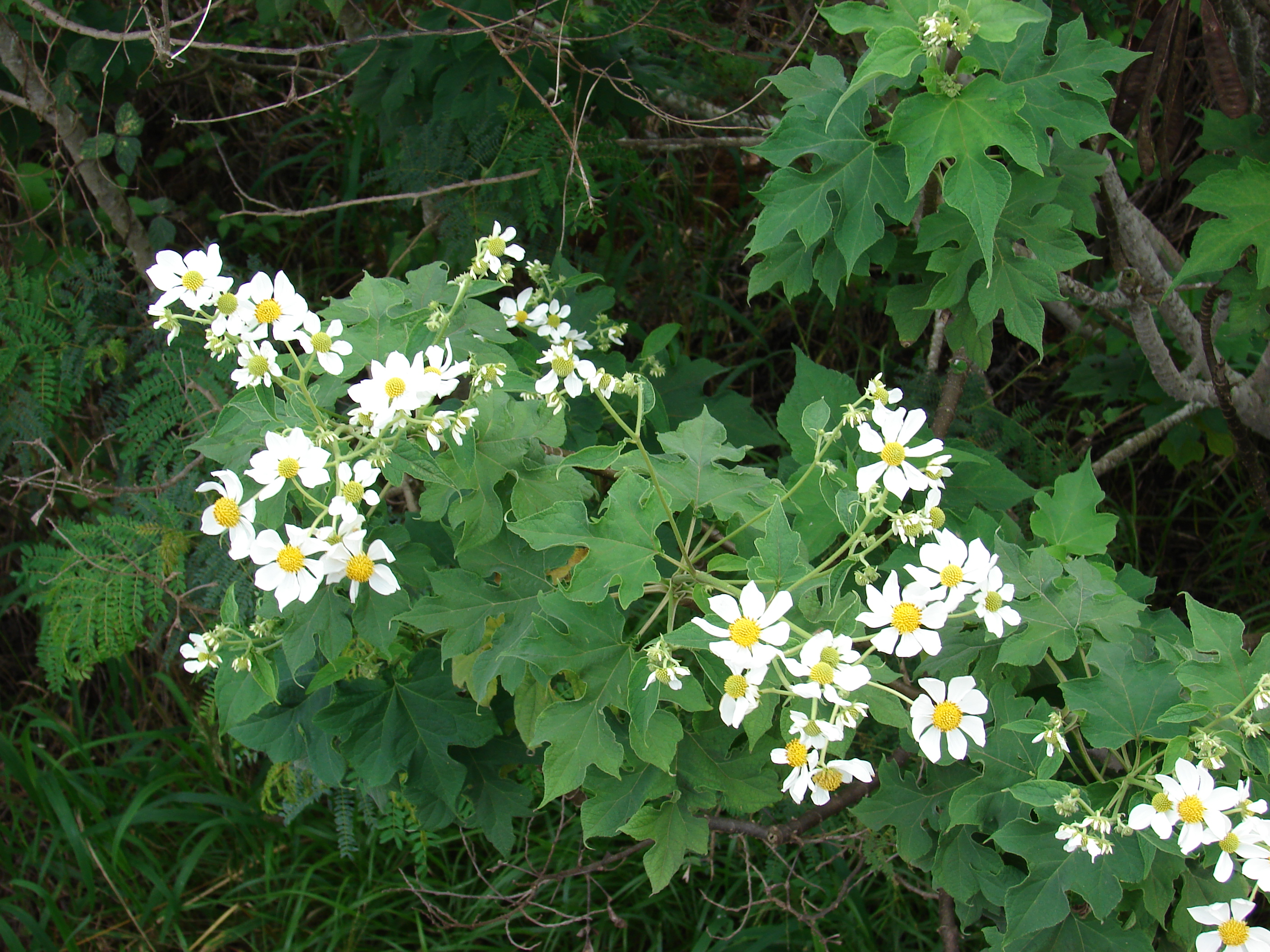
Montanoa hibiscifolia

Montanoa Cerv. – rodzaj roślin z rodziny astrowatych. Obejmuje 29 gatunków. Rośliny te występują w Ameryce Środkowej (na północy sięgając po północny Meksyk) oraz w północno-zachodniej Ameryce Południowej (w Wenezueli, Kolumbii, Ekwadorze i Peru). Jako rośliny introdukowane rosną też w północnej Argentynie, południowej Afryce (tam są inwazyjne), na Bliskim Wschodzie, w południowej Azji i we wschodniej Australii. Niektóre gatunki uprawiane są jako ozdobne. M. quadrangularis jest źródłem surowca drzewnego; z pni tego gatunku wyrabiano słupy telegraficzne i krokwie. M. tomentosa była rośliną pokarmową dla Azteków, stosowana była też do leczenia dolegliwości kobiecych.

## Morfologia
PokrójByliny, krzewy i drzewa o prosto wzniesionych pędach.
LiścieNaprzeciwległe, o blaszce zwykle jajowatej, całobrzegiej, czasem pierzasto wcinanej.
KwiatySkupione w koszyczkach tworzących wiechowaty lub baldachogroniasty tyrs. Okrywy są zwykle półkuliste. Ich listki w liczbie 3–7 ułożone są w jednym lub dwóch rzędach. Dno koszyczka jest wypukłe, z łuszczynkami. Kwiaty języczkowe są kremowobiałe. Kwiaty rurkowe są żółte, zielonożółte, szarobiałe lub białawe, obupłciowe lub funkcjonalnie męskie. Pręcików jest 5, z czarnymi lub żółtymi pylnikami.
OwoceNiełupki lekko spłaszczone lub czterokanciaste, czarne do czerwonobrązowych, nagie lub rzadko owłosione. Puchu kielichowego brak.

## Systematyka
Rodzaj z plemienia Heliantheae w podrodzinie Asteroideae z rodziny astrowatych Asteraceae. W obrębie plemienia rodzaj wyodrębniany jest w monotypowe podplemię Montanoinae H. Rob. (1978).
Wykaz gatunków
- Montanoa affinis S.F.Blake
- Montanoa andersonii McVaugh
- Montanoa angulata V.M.Badillo
- Montanoa atriplicifolia (Pers.) Sch.Bip. ex Klatt
- Montanoa bipinnatifida (Kunth) K.Koch
- Montanoa echinacea S.F.Blake
- Montanoa fragrans V.M.Badillo
- Montanoa frutescens DC.
- Montanoa gigas Rzed.
- Montanoa grandiflora DC.
- Montanoa guatemalensis B.L.Rob. & Greenm.
- Montanoa hexagona B.L.Rob. & Greenm.
- Montanoa hibiscifolia Benth.
- Montanoa imbricata V.A.Funk
- Montanoa josei V.A.Funk
- Montanoa karvinskii DC.
- Montanoa laskowskii McVaugh
- Montanoa leucantha (Lag.) S.F.Blake
- Montanoa liebmannii (Sch.Bip.) S.F.Blake
- Montanoa mollissima Brongn. ex Groenland
- Montanoa ovalifolia DC.
- Montanoa pteropoda S.F.Blake
- Montanoa quadrangularis Sch.Bip.
- Montanoa revealii H.Rob.
- Montanoa serboana B.L.Turner
- Montanoa speciosa DC.
- Montanoa standleyi V.A.Funk
- Montanoa tehuacana B.L.Rob.
- Montanoa tomentosa Cerv.